# Cizara ardeniae
Cizara ardeniae is een vlinder uit de familie van de pijlstaarten (Sphingidae). De wetenschappelijke naam van de soort werd in 1805 gepubliceerd door Lewin.

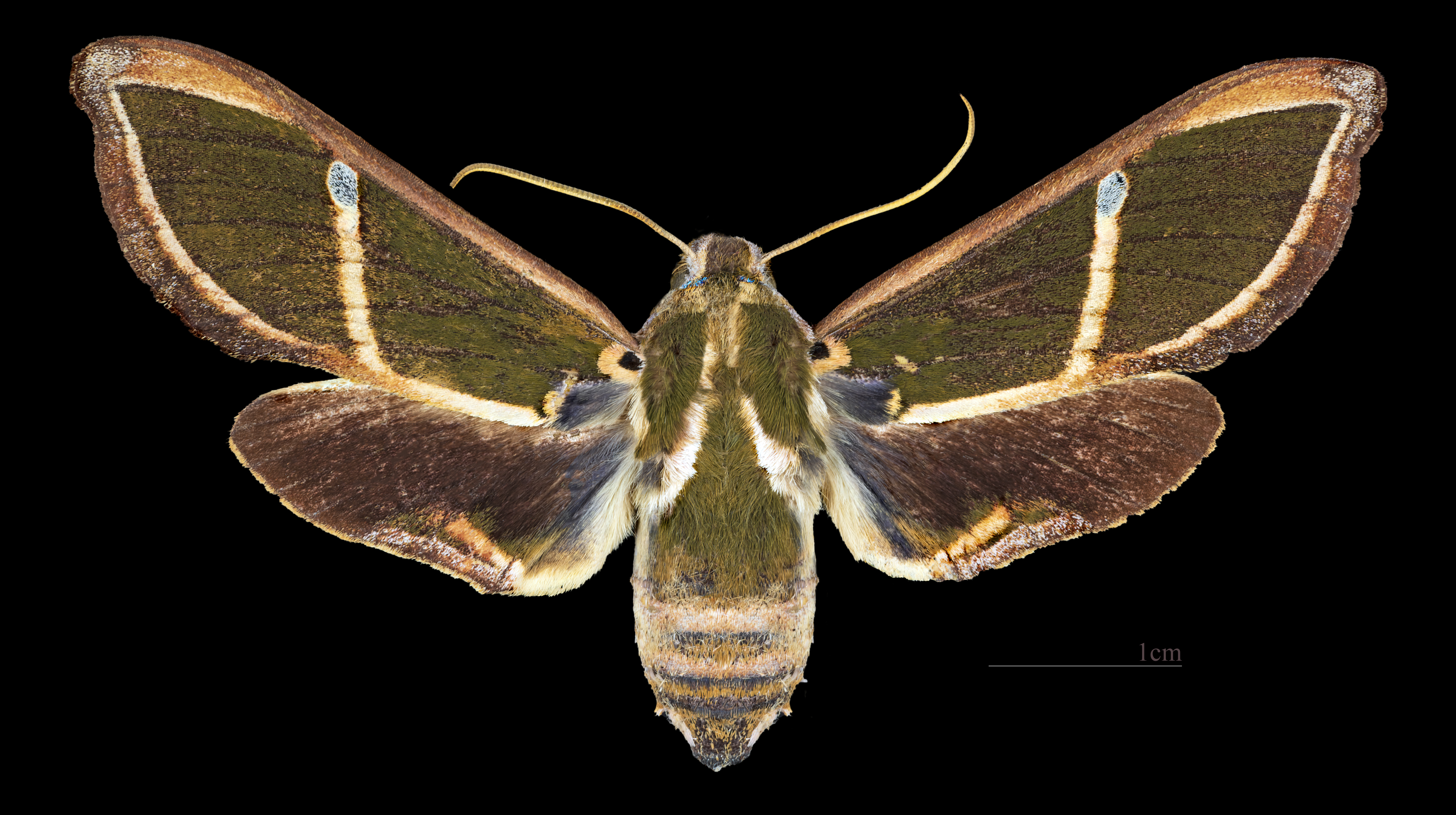
Cizara ardeniae  ♀
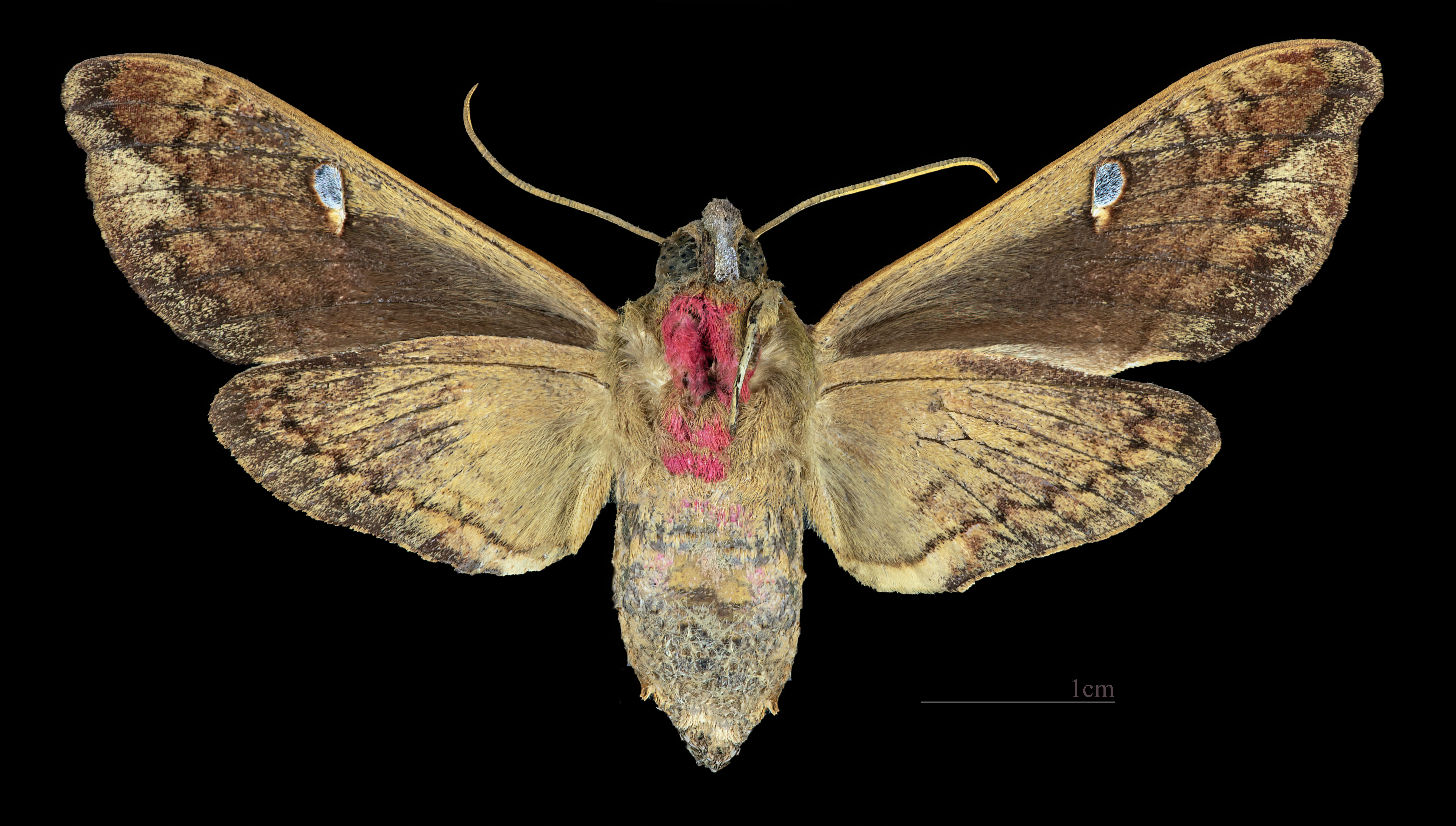
Cizara ardeniae ♀ △